# Neosciadium glochidiatum
Neosciadium glochidiatum là một loài thực vật có hoa trong Họ Cuồng cuồng. Loài này được (Benth.) Domin mô tả khoa học đầu tiên năm 1908.